# Костилевська сільська рада
Кости́левська сільська рада (рос. Костылевский сельский совет) — сільське поселення у складі Куртамиського району Курганської області Росії.
Адміністративний центр — село Костилево.
Населення сільського поселення становить 707 осіб (2017; 967 у 2010, 1387 у 2002).

## Склад
До складу сільського поселення входять:
| Населений пункт      | Населення, осіб (2002) | Населення, осіб (2010) |
| -------------------- | ---------------------- | ---------------------- |
| Вехти, присілок      | 290                    | 240                    |
| Клоктухіно, присілок | 251                    | 180                    |
| Костилево, село      | 503                    | 354                    |
| Чорнобор'є, присілок | 343                    | 193                    |